# Cobalt(II)-acetat
Cobalt(II)-acetat ist eine chemische Verbindung aus der Gruppe der Cobaltverbindungen und Acetate mit der Konstitutionsformel Co(CH3COO)2.

## Gewinnung und Darstellung
Die Herstellung von Cobalt(II)-acetat-tetrahydrat durch Reaktion von Cobalt(II)-oxid mit Essigsäure wurde erstmals 1777 erwähnt:
{\displaystyle \mathrm {CoO+2\ CH_{3}COOH\longrightarrow Co(CH_{3}COO)_{2}+H_{2}O} }
Der Kristallwassergehalt wurde erstmals 1878 von H. Stallo bestimmt. Die heute übliche Darstellungsmethode des Tetrahydrats ist die Reaktion von Cobalt(II)-carbonat mit Essigsäure.
{\displaystyle \mathrm {CoCO_{3}+2\ CH_{3}COOH\longrightarrow Co(CH_{3}COO)_{2}+H_{2}O+CO_{2}\uparrow } }
Wasserfreies Kobaltacetat kann durch Reaktion von Cobalt(II)-nitrat mit Essigsäureanhydrid hergestellt werden.

## Eigenschaften

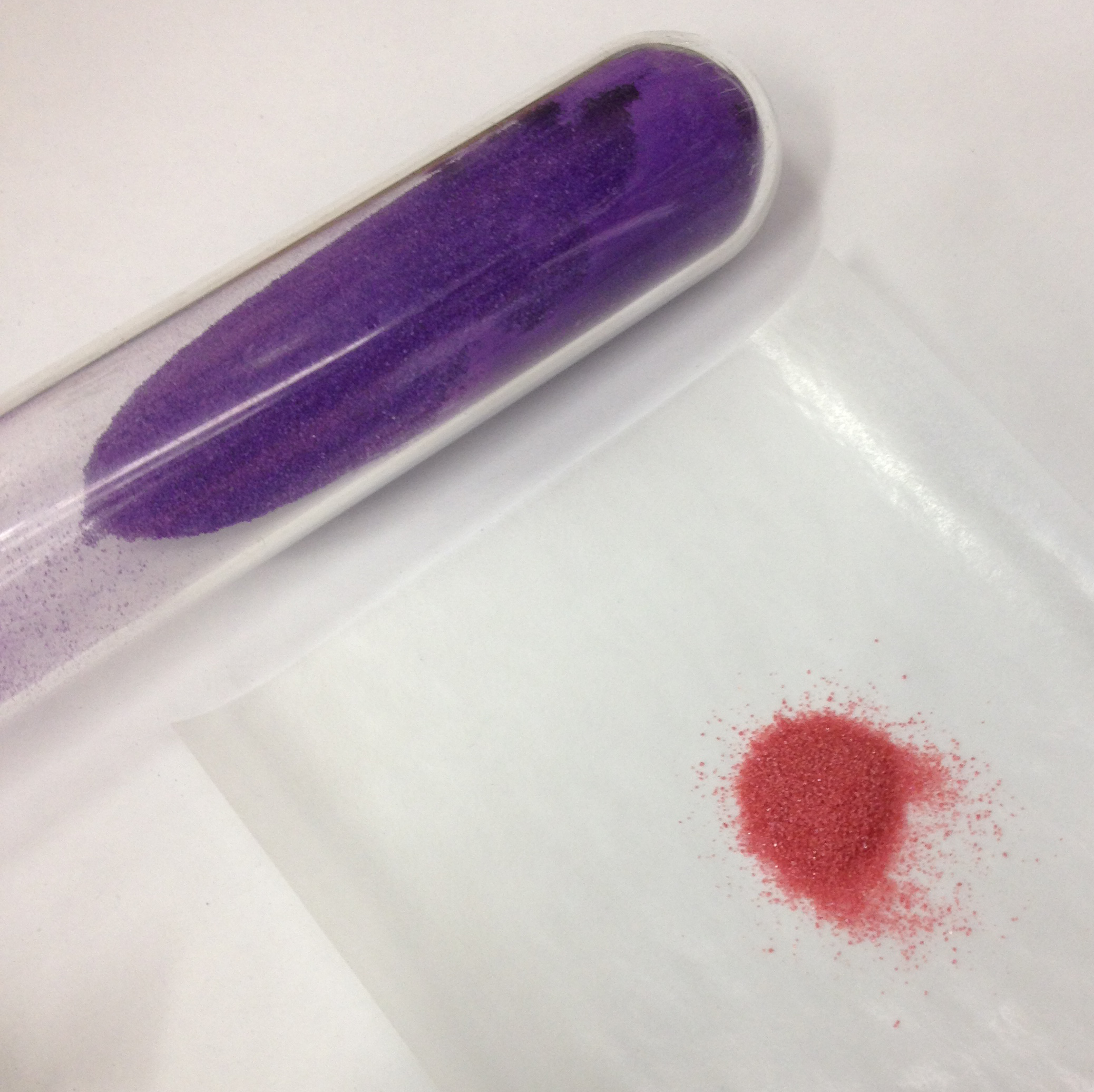
Cobalt(II)-acetat (links) und Cobalt(II)-acetat-tetrahydrat (rechts)

Das Tetrahydrat kristallisiert im monoklinen Kristallsystem in der Raumgruppe P21/c (Raumgruppen-Nr. 14) mit den Gitterparametern a = 477,4 pm, b = 1184,3 pm, c = 829,0 pm und β = 93,14°. In der Elementarzelle befinden sich zwei Formeleinheiten. Die Kristalle sind isomorph zum Nickel(II)-acetat.
Es existiert ferner auch ein basisches Cobalt(II)-acetat mit der Zusammensetzung Co5(OH)2(CH3COO)8. Es kristallisiert als Dihydrat und entsteht bei der Zersetzung von Cobalt(III)-acetylacetonat.
Bei der Umsetzung von Ammoniumchromat mit Cobalt(II)-acetat entsteht ein Doppelsalz der Zusammensetzung (NH4)2Co(CrO4)2·6H2O, das in Form von braungelben Prismen auskristallisiert.
Beim Erhitzen gibt Cobalt(II)-acetat-Tetrahydrat zunächst sein Kristallwasser ab. Die Dehydratisierung ist bei 150 °C abgeschlossen und läuft in zwei Stufen ab – es bildet sich intermediär ein Hemihydrat Co(CH3COO)2 · 0.5 H2O. Beim weiteren Erhitzen der wasserfreien Verbindung entsteht ein basisches Acetat mit der stöchiometrischen Zusammensetzung Co(OH)(CH3COO). Als Endprodukt der Zersetzung entsteht in Wasserstoffatmosphäre elementares Cobalt, in Stickstoffatmosphäre Cobalt(II)-oxid und an der Luft Cobalt(II,III)-oxid Co3O4.

## Verwendung
Cobalt(II)-acetat wird als Bleich- und Trockenmittel für Lacke und Firnisse und als Katalysator bei der Herstellung von Adipinsäure verwendet.